# Imperial Brands
Imperial Brands, anteriormente Imperial Tobacco, cuarta mayor compañía tabaquera del mundo inicialmente integrada en la British American Tobacco y escindida en 1911, comercializadora de las marcas de cigarillos:

### Cigarrillos
- Todos los JTI[nota 1]
- Ducados
- Maestros holandeses
- Backwoods Smokes
- blu (vapeador)
- Brandon
- Cabrestante[note 1]
- Carlton
- Coronas
- Davidoff
- Embajada
- Escort[note 2]
- Excelencia
- Fortuna
- Gauloises
- Gitanes
- Horizonte
- John Player & Sons
- John Player Best
- Kool
- Lambert & Butler[note 3][1]
- Mark Fernyhough
- Maverick
- Luna
- Parker y Simpson
- Peter Stuyvesant[note 1]
- Prima
- R1
- Regal
- Richmond
- Rodeo (en Macedonia)
- Ruta 66
- Royale
- Salem[note 4]
- Superreyes
- Oro de EE. UU.
- Oeste
- Winston[note 4]
- Woodbine